# 제로크러시
제로크러시(영어: xerocracy 영어발음 zɨˈrɒkrəsiː)는 “복제를 통한 관리”에서 나온 생각으로, 일종의 무정부 조직 형태이다.

## 유래
미국에서 크리티컬 매스 조직 원리를 설명하기 위해 만들어진 단어로, 대개 이 개념 안에서만 쓰인다.

## 특징
관료로 부터의 자유와 복제의 자유에 대한 생각을 합친 것으로, 계층 구조와 달리 조직에 대해 아무도 권한이 없어 누구나 자신의 생각을 복제하거나 주변에 전달할 수 있다. 이런 구조 아래에서는 그들의 생각을 복제하기로 선택한 사람들로 인해 관리할 수 있는 권력이 사라진다. 권력은 창안자의 복제물을 받아 다른 사람에게 전달한 개개인의 숫자에 비례해서 나뉜다.
제로크러시 모임의 목적은 한정된 소수 보다는 회원 전부가 골고루 책임과 권리를 가지도록 하는데 있다. 모임에 나오면 누구나 자기 의사를 자유롭게 설명하고 서로 의견을 나눌 수 있다. 개인의 생각이 모임에 공유되어 나뉜 생각이 복제된 개수만큼 그 자리에서 채택되고 - 생각에 더해지거나 덧붙여져서 모임 안에 분배되게 된다.
특정한 지도자가 없는 것은 조직의 바람직한 성격을 잘 보여준다. 누구의 생각인지를 알 수 없게 익명으로 진행되는 복제능력은 "지도자"를 추적하기 어렵고 시간에 따라 변화무쌍하기 때문에, 조직을 벌하거나 구속하는 법적 강제력을 집행하기 어렵게 한다.
근래에는 인터넷이 복제물을 대체해서 메시지, 이메일을 통하거나 웹 브라우저로 보낸다. 하지만 기본적인 개념은 같아서 가장 널리 분배되고 다른 참여자에게 받아들여진 메시지나 이벤트가 모임을 주도하게 된다.

## 같이 보기
- 크리티컬 매스